# Bromopsis calcarea
Bromopsis calcarea (стоколосник крейдяний) — вид трав'янистих рослин родини тонконогові (Poaceae), ендемік Криму. Етимологія: лат. calcareus — «крейдяний».

## Опис
Ознаками відмінності між видами Bromopsis використано: характер опушення окремих частин рослин, деякі кількісні показники (число колосків у волоті, довжина квіткових лусочок і остей), забарвлення пиляків і рослини в цілому

## Поширення
Європа: Крим — Україна
Входить до переліку видів, які перебувають під загрозою зникнення на території м. Севастополя.